# أبو محمد الدامغاني
وهو الشيخ القاضي أبو محمد عبيد الله بن محمد بن طلحة بن الحسن الدامغاني، ولد في دامغان عام 423هـ/1030م، ونشأ بها ودرس العلم على علمائها، حتى نبغ وذاع صيته، وهو ابن أخت قاضي القضاة أبي عبد الله الدامغاني، ثم قدم بغداد ودرس على علمائها وأتم دراسته عليهم ومن العلماء الذين تتلمذ عليهم: أبو القاسم علي بن المحسن التنوخي، وأبو محمد الحسن بن علي الجوهري، وأبو الفتح عبد الكريم بن محمد المحاملي، وأبو النصر أحمد بن الحسين السكري.
وكان رجلاً فاضلاً وذا علم ودراية بالفقه والقضاء، ودرس عليه جماعة من العلماء ومنهم: عبد الوهّاب الأنماطي، وعمر بن ظفر المغازلي، وأبو المعمر الأنصاري، وأبو طاهر السلفي، ولقد شهد عند خالهِ قاضي القضاة أبي عبد الله الدامغاني يوم الثلاثاء 26 ربيع الآخر عام 542هـ، فولاه خاله القضاء في ربع جانب الكرخ من بغداد يوم الثلاثاء 19 رجب عام 470هـ، وكان موصوفاً بالعدل والقوة.

## وفاته
توفي ليلة الأثنين 27 صفر عام 502هـ/1108م، وشيع بموكب كبير في اليوم التالي ودفن في مقبرة الخيزران، بالقرب من ضريح الإمام أبو حنيفة.